# أولاد عيسى افري (سيدي علي الكراتي)
أولاد عيسى افري هي إحدى مشيخات المملكة المغربية، تتبع جغرافيا لإقليم الصويرة وإداريًا لسيدي علي الكراتي. يقدر عدد سكانها بـ 3454 نسمة حسب الإحصاء الرسمي للسكان والسكنى لسنة 2004.